# Kiki (film, 1926)
Pour plus de détails, voir Fiche technique et Distribution.
Kiki est un film américain réalisé par Clarence Brown, sorti en 1926.

## Fiche technique
- Titre : Kiki
- Réalisation : Clarence Brown
- Scénario : Hanns Kräly d'après le roman d'André Picard
- Direction artistique : William Cameron Menzies
- Photographie : Oliver T. Marsh
- Pays de production : États-Unis
- Format : Noir et blanc - 1,33:1 - Film muet
- Genre : comédie
- Date de sortie : 1926

## Distribution
- Norma Talmadge : Kiki
- Ronald Colman : Victor Renal
- Gertrude Astor : Paulette Mascar
- Marc McDermott : Baron Rapp
- George K. Arthur : Adolphe
- William Orlamond : Brule
- Frankie Darro : Pierre
- Mack Swain : Pâtissier
- Eugenie Besserer : la patronne (non crédité)
- Mathilde Comont : Femme de ménage (non crédité)
- Fred Malatesta : Cheron(non crédité)